# أبو بكر الأثرم
الْإِمَامُ الْحَافِظُ الْعَلَّامَةُ أَبُو بَكْرٍ أَحْمَدُ بْنُ مُحَمَّدِ بْنِ هَانِئٍ الْإِسْكَافِيُّ الْأَثْرَمُ الطَّائِيُّ وقيل: الكلبي أحد الأعلام، ومصنف «السنن»، وتلميذ أحمد بن حنبل، خراساني الأصل. 

## سيرته
كان من أهل إسكاف بني الجنيد وبها مات. ولد في دولة الرشيد، وسمع من أحمد بن إسحاق الحضرمي، وأبي نعيم، وعفان، والقعنبي، ومسدد بن مسرهد، وأحمد بن حنبل، وابن أبي شيبة، وخلق. حدث عنه النسائي، وموسى بن هارون، ويحيى بن صاعد، وعلي بن أبي طاهر القزويني وغيرهم. وله مصنف في علل الحديث. قال ابن أبي يعلى: نقل عن إمامنا مسائل كثيرة، وصنفها ورتبها أبوابا. وقد أكثر الخطيب وابن عبد البر نقل كلام الإمام أحمد في علل الحديث من طريقه. قال أبو بكر الخلال: كان الأثرم جليل القدر، حافظا وكان عاصم بن علي لما قدم بغداد طلب رجلا يخرج له فوائد يمليها فلم يجد في ذلك الوقت غير أبي بكر الأثرم، فكأنه لما رآه لم يقع منه موقعا لحداثة سنه، فقال له أبو بكر: أخرج كتابك، فجعل يقول له: هذا الحديث خطأ وهذا غلط، وهذا كذا. قال: فسر عاصم بن علي به وأملى قريبا من خمسين مجلسا، وكان يعرف الحديث ويحفظ فلما صحب أحمد بن حنبل ترك ذلك، وأقبل على مذهب أحمد. وكان معه تيقظ عجيب. وكان عالما بتواليف ابن أبي شيبة، لازمه مدة. توفي سنة إحدى وستين ومائتين.

## مؤلفاته
له من المصنفات:
- مسائل الإمام أحمد.
- التاريخ.
- علل الحديث.
- الناسخ والمنسوخ في الحديث.
- الولاء والعتق وأم الولد والمكاتب والمدبر عن الإمام أحمد.